# Hörbranz
Hörbranz – gmina targowa w Austrii, w kraju związkowym Vorarlberg, w powiecie Bregencja. Liczy 6314 mieszkańców (1 stycznia 2015).